# Russell Currier
Russell Currier (* 18. Juni 1987 in Caribou) ist ein ehemaliger US-amerikanischer Biathlet.
Russell Currier lebt in Stockholm und trainiert in Fort Kent. Er arbeitet in einem Restaurant, startet für das Maine Winter Sports Center sowie den Verein Northern Skiers Ski Club und wird von Gary Colliander trainiert. Currier erreichte einige Erfolge im Jugend- und Juniorenbereich. 2004 trat er in Haute-Maurienne bei seinen ersten Junioren-Weltmeisterschaften an. Bestes Ergebnis wurde Rang 21 in der Verfolgung. 2005 in Kontiolahti, 2006 in Presque Isle und 2007 in Martell konnte er seine Ergebnisse nicht verbessern, 2008 in Ruhpolding erreichte er als 15. in Einzel und Sprint sowie als 20. in der Verfolgung bessere Ergebnisse. Rang 15 erreichte der US-Amerikaner auch 2007 in einem Einzel in Cesana San Sicario bei seinem ersten Auftritt im Junioren-Europacup. Im folgenden Sprint belegte er als Drittplatzierter erstmals eine internationale Podiumsplatzierung. 2006 trat er bei den Skilanglauf-Juniorenmeisterschaften der USA in Houghton an und gewann den Titel über 15 Kilometer.
Schon neben seiner Juniorenzeit startete er mehrfach in Rennen im Erwachsenenbereich. Bislang wurde er fünf Mal Staatsmeister in Maine. Bei den Nordamerikameisterschaften 2006 in Valcartier wurde er Zweiter im Sprint und Dritter der Verfolgung. Höhepunkt in Curriers Karriere war bislang die Teilnahme an den Biathlon-Weltmeisterschaften 2008 in Östersund. Dort wurde er 79. im Einzel und gemeinsam mit Tracy Barnes, Laura Spector und Jeremy Teela 16. in der Mixed-Staffel. Drei Mal trat er bei den Biathlon-Europameisterschaften 2008 in Nové Město na Moravě an. Bestes Ergebnis war ein 17. Rang im Einzel.
Bei den Biathlon-Weltmeisterschaften 2009 in Pyeongchang wurde er im Sprint über 10 km 57. und in der Verfolgung über 12,5 km 56. und damit Letzter. Mit der Staffel erreichte er über 4 × 7,5 km gemeinsam mit Lowell Bailey, Tim Burke und Jeremy Teela den 21. Platz. Mit der Mixed-Staffel erreichte er den 18. Platz. In der Saison 2009/10 erreichte Currier in erster Linie Erfolge in Nordamerika und verpasste die Olympischen Winterspiele 2010 gegen Wynn Roberts. In der Gesamtwertung des Biathlon-NorAm-Cup 2009/10 belegte er hinter Zach Hall den zweiten Platz, zwei der Rennen gewann er und wurde ebenso oft Zweiter. Bei den Nordamerikanischen Meisterschaften im Biathlon 2010 in Fort Kent verpasste Currier als Sechstplatzierter im Sprint einer Medaille und trat zur Verfolgung nicht an. Im abschließenden Massenstartrennen belegte er den Goldrang. Es waren zugleich die US-Meisterschaften. Im Weltcup 2011/12 in Nove Mesto konnte Russell Currier nicht nur erstmals Weltcuppunkte gewinnen, sondern ihm gelang mit Platz sechs im Sprint gleichzeitig seine erste Platzierung in den Top Ten. Er verbesserte sich damit bei seiner besten Platzierung um 50 Ränge. Im Verfolgungsrennenfiel er fast 30 Ränge zurück und wurde 35. Den sechsten Rang wiederholte er in Kontiolahti bei einem Sprintrennen.

## Biathlon-Weltcup-Platzierungen
Die Tabelle zeigt alle Platzierungen (je nach Austragungsjahr einschließlich Olympische Spiele und Weltmeisterschaften).
- 1.–3. Platz: Anzahl der Podiumsplatzierungen
- Top 10: Anzahl der Platzierungen unter den ersten zehn (einschließlich Podium)
- Punkteränge: Anzahl der Platzierungen innerhalb der Punkteränge (einschließlich Podium und Top 10)
- Starts: Anzahl gelaufener Rennen in der jeweiligen Disziplin
- Staffel: inklusive Mixed- und Single-Mixed-Staffeln

| Platzierung         | Einzel | Sprint | Verfolgung | Massenstart | Staffel | Gesamt |
| ------------------- | ------ | ------ | ---------- | ----------- | ------- | ------ |
| 1. Platz            |        |        |            |             |         |        |
| 2. Platz            |        |        |            |             |         |        |
| 3. Platz            |        |        |            |             |         |        |
| Top 10              |        | 2      |            |             | 2       | 4      |
| Punkteränge         |        | 3      | 2          |             | 12      | 17     |
| Starts              | 10     | 34     | 11         |             | 12      | 67     |
| Stand: Karriereende |        |        |            |             |         |        |